# ジョナサン・ロメロ
ジョナサン・エッセホモ・ロメロ・プレシアード（Jhonatan Eccehomo Romero Preciado、1986年12月14日 - ）は、コロンビアのプロボクサー。サンティアゴ・デ・カリ出身。元IBF世界スーパーバンタム級王者。

## 来歴

### アマチュア時代
2006年に行われた中央アメリカ・カリブ海競技大会のバンタム級部門で銅メダルを獲得。
2007年、アメリカのシカゴで開催された2007年世界ボクシング選手権大会にバンタム級(54kg)で出場するが準々決勝で敗退。
2008年、中華人民共和国の北京で開催された北京オリンピックにバンタム級(54kg)で出場するが1回戦で敗退した。

### プロ時代
2009年5月15日、プロデビュー(初回KO勝ち)。
2010年6月25日、コリシオ・カリビエルトにて、コロンビアフェザー級王者ホセ・パルマと対戦し、3-0（97-93、97-93、99-93）の判定勝ちを収め王座獲得に成功した。
2011年2月5日、のちにWBA世界バンタム級王者亀田興毅に挑戦するマリオ・マシアスと対戦し、3-0（99-91、99-91、98-92）の判定勝ちを収め、空位だったWBOラテンアメリカスーパーバンタム級王座を獲得。この試合をきっかけに世界ランカー入りを果たす。
2012年9月21日、アメリカ進出2戦目。元NABF北米スーパーバンタム級王者でIBF世界スーパーバンタム級5位のエフレン・エスキビアスと対戦。勝利した選手にはノニト・ドネアが持つIBF・WBO統一世界スーパーバンタム級王座に挑戦する権利が与えられる試合だった。試合は終始ロメロペースで進み、アグレッシブに攻撃するエスキヴィアスを技巧で翻弄させ、7回終了時にゴングがなった後のヒッティングでエスキヴィアスが1点減点された。試合は3-0（119-108、120-107、119-108）の大差判定勝ちでロメロがドネアへの挑戦権を獲得した。
2013年2月16日、メキシコバハカリフォルニア州ティフアナにて、ドネアの王座返上に伴うIBF世界スーパーバンタム級王座決定戦でIBF世界同級1位のアレハンドロ・ロペスと対戦。両者互角の展開で12回にロメロがローブローで減点を食らったが、その影響は最小限だった。試合は判定までもつれ、2-1（112-115、115-112、116-111）の判定勝ちを収め王座獲得に成功した。
2013年8月14日、アトランティックシティにあるレベル・アトランティックシティにてIBF世界スーパーバンタム級15位のキコ・マルチネス(スペイン)と対戦し、プロ初黒星となる6回2分40秒TKO負けを喫し初防衛に失敗、王座から陥落した。

## 獲得タイトル
- コロンビアフェザー級王座
- WBOラテンアメリカスーパーバンタム級王座
- IBF世界スーパーバンタム級王座（防衛0）